# جورج دبليو. كورليس
جورج دبليو. كورليس (بالإنجليزية: George W. Corliss)‏ هو عسكري أمريكي، ولد في 1834 في كونيتيكت في الولايات المتحدة، وتوفي في 15 مايو 1903.